# Circondario di Holzminden
Il circondario di Holzminden (targa HOL) è un circondario (Landkreis) della Bassa Sassonia, in Germania.
Comprende 4 città, 28 comuni e 7 territori extracomunali.

Capoluogo e centro maggiore è Holzminden.

## Geografia antropica
Il circondario di Holzminden è suddiviso nei seguenti comuni:
Tra parentesi i dati della popolazione al 31 dicembre 2021.

### Città
- Holzminden (comune indipendente) (19 745)

### Comuni mercato
- Delligsen (7 681)

### Comunità amministrative (Samtgemeinde)
- Samtgemeinde Bevern, con i comuni:

1. Bevern (comune mercato) (3 780)
2. Golmbach (887)
3. Holenberg (407)
4. Negenborn (667)

- Samtgemeinde Bodenwerder-Polle, con i comuni:

1. Bodenwerder (città) (5 548)
2. Brevörde (575)
3. Halle (1 483)
4. Hehlen (1 832)
5. Heinsen (749)
6. Heyen (451)
7. Kirchbrak (962)
8. Ottenstein (comune mercato) (1 157)
9. Pegestorf (387)
10. Polle (comune mercato) (1 144)
11. Vahlbruch (404)

- Samtgemeinde Boffzen, con i comuni:

1. Boffzen (2 632)
2. Derental (576)
3. Fürstenberg (1 031)
4. Lauenförde (comune mercato) (2 343)

- Samtgemeinde Eschershausen-Stadtoldendorf, con i comuni:

1. Arholzen (394)
2. Dielmissen (1 346)
3. Deensen (771)
4. Eimen (827)
5. Eschershausen (città) (3 488)
6. Heinade (854)
7. Holzen (511)
8. Lenne (652)
9. Lüerdissen (392)
10. Stadtoldendorf (città) (5 613)
11. Wangelnstedt (573)

### Territori extracomunali (Gemeindefreies Gebiet)
- Boffzen
- Eimen
- Eschershausen
- Grünenplan
- Holzminden
- Merxhausen
- Wenzen